# Ново Русилово
Ново Русилово (грч. Νέα Ξανθόγεια, Неа Ксантогија) је насељено место у општини Воден у периферији Средишња Македонија, Грчка. Према попису из 2021. године било је 97 становника.
Ново Русилово је изграђено осамдесетих година 20. века, на око три километара од Русилова, где су пресељени његови житељи. На попису из 1991. село је имало 150 становника.